# 苏堡乡
苏堡乡，是中国宁夏回族自治区固原市西吉县下辖的一个乡镇级行政单位。

## 行政区划
苏堡乡共辖以下地区：
苏堡村、红庄子村、东岔村、李章村、蒙集村、龙川村、陈岔村、党家岔村、堡玉村、立眉村、和平村、河滩村、孟湾村、王坪村、张撇村、毛坪村、张家大岔村。